# Mahe (Puducherry)
Mahe (del malayalam: മാഹി ‘Māhi [ˈmɑːɦi]’) es una localidad de la India, capital del distrito homónimo, en el territorio de Pondicherry.

## Geografía
Se encuentra a una altitud de 11 m s. n. m. a 2 312 km de la capital nacional, Nueva Delhi, en la zona horaria de la India UTC+05:30.

## Demografía
Según estimación 2010 contaba con una población de 42 440 habitantes.